# Edges of the Lord
Edges of the Lord är en amerikansk-polsk långfilm från 2001 i regi av Yurek Bogayevicz, med Haley Joel Osment, Willem Dafoe, Liam Hess och Richard Banel i rollerna.

## Handling
Den 12-årige pojken Romek (Haley Joel Osment) bor i Polen med sina föräldrar vid tiden för andra världskriget. Föräldrarna tvingas lämna bort sin son till bönder på landet, för att han om möjligt skall kunna undkomma nazisterna eftersom han är jude. För att inte sticka ut från de varmt troende katolska människorna i den by i vilken han lever och i onödan dra blickarna till sig, tvingas Romek bland annat lära sig katolska böner.
Romek får det inte lätt i den lilla byn, och när den person dör, som månne var den enda som kunde skydda honom både mot nazisterna och mot byns värste mobbare, vet han inte om han kommer att överleva. Efter att ha bevittnat något fasansfullt, blir han själv inblandad i en lika fasansfull händelse.

## Rollista
| Haley Joel Osment    | – Romek     |
| Willem Dafoe         | – Priest    |
| Liam Hess            | – Tolo      |
| Richard Banel        | – Vladek    |
| Olaf Lubaszenko      | – Gniecio   |
| Małgorzata Foremniak | – Manka     |
| Andrzej Grabowski    | – Kluba     |
| Chiril Vahonin       | – Robal     |
| Olga Frycz           | – Maria     |
| Dorota Piasecka      | – Ela Kluba |
| Wojciech Smolarz     | – Pyra      |
| Marek Weglarski      | – Max       |
| Edyta Jurecka        | – Sara      |
| Ryszard Ronczewski   | – Batylin   |
| Krystyna Feldman     | – Wanda     |